# Дворец Алумната
Дворец Алумна́та (Алю́мнат, Алумна́тас, лит. Alumnatas, пол. Alumnat) — одна из достопримечательностей Вильнюса, памятник архитектуры Ренессанса с элементами готики, позднего барокко и классицизма. Находится в Старом городе на улице Университето (Universiteto g. 4). Включён в Реестр культурных ценностей Литовской Республики и охраняется государством; код 772.

## История

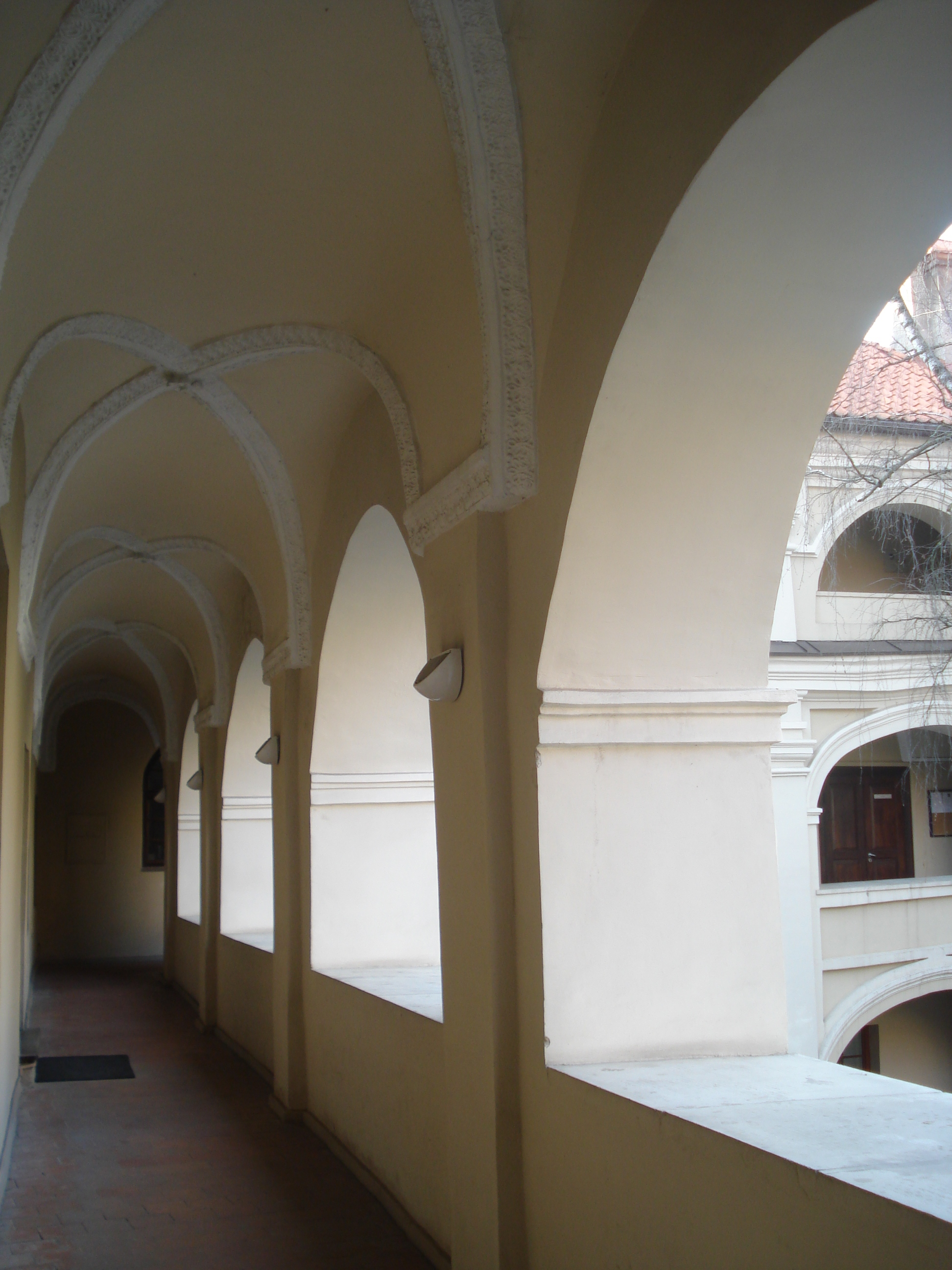
Галерея второго этажа (южная стена)

Общежитие-интернат для воспитанников (alumni) униатского вероисповедания Академии виленской было учреждено папой римским Григорием XIII в 1582 году. Здание было выстроено стараниями иезуитов в 1622 году по образцу главного корпуса самой Академии в Большом дворе. В это здание были включены элементы стоявшего прежде на этом же месте готического здания с подвалами. В середине XVII века в глубине двора была сооружена часовня. Повреждения зданию наносили пожары 1655, 1710, 1737, 1748 годов. Во второй половине XVIII века был построен узкий двухэтажный северный корпус с галереями и двор стал закрытым со всех сторон.
Над воротами с улицы в прошлом находилась таблица с изображением папской тиары (по другим сведениям — рельеф с инициалами папы и изображением шапки кардинала). Широкие ворота ведут в прямоугольный репрезентационный двор, образованный трёхэтажными жилыми корпусами с аркадами вместо коридоров (позднее часть аркад была замурована; с северной стороны здание было построено позднее) — один из красивейших дворов Вильнюса. Открытые аркады галерей на всех этажах и пилястры выполнены в стиле позднего итальянского Ренессанса. Стены над аркадами были расписаны портретами римских пап (фрески не сохранились). По другим сведениям, фрески с портретами 47 пап римских украшали фасад, выходящий на улицу, и были закрашены в середине XIX века.

Здание алюмната отличалось своею архитектурою, особенно во дворе, где нижний этаж окружён колоннадой под сводами, образующими род галереи, в некоторых частях сохранившийся до сего времени. Здесь, в сводчатом коридоре, были развешаны портреты папа и других духовных лиц.

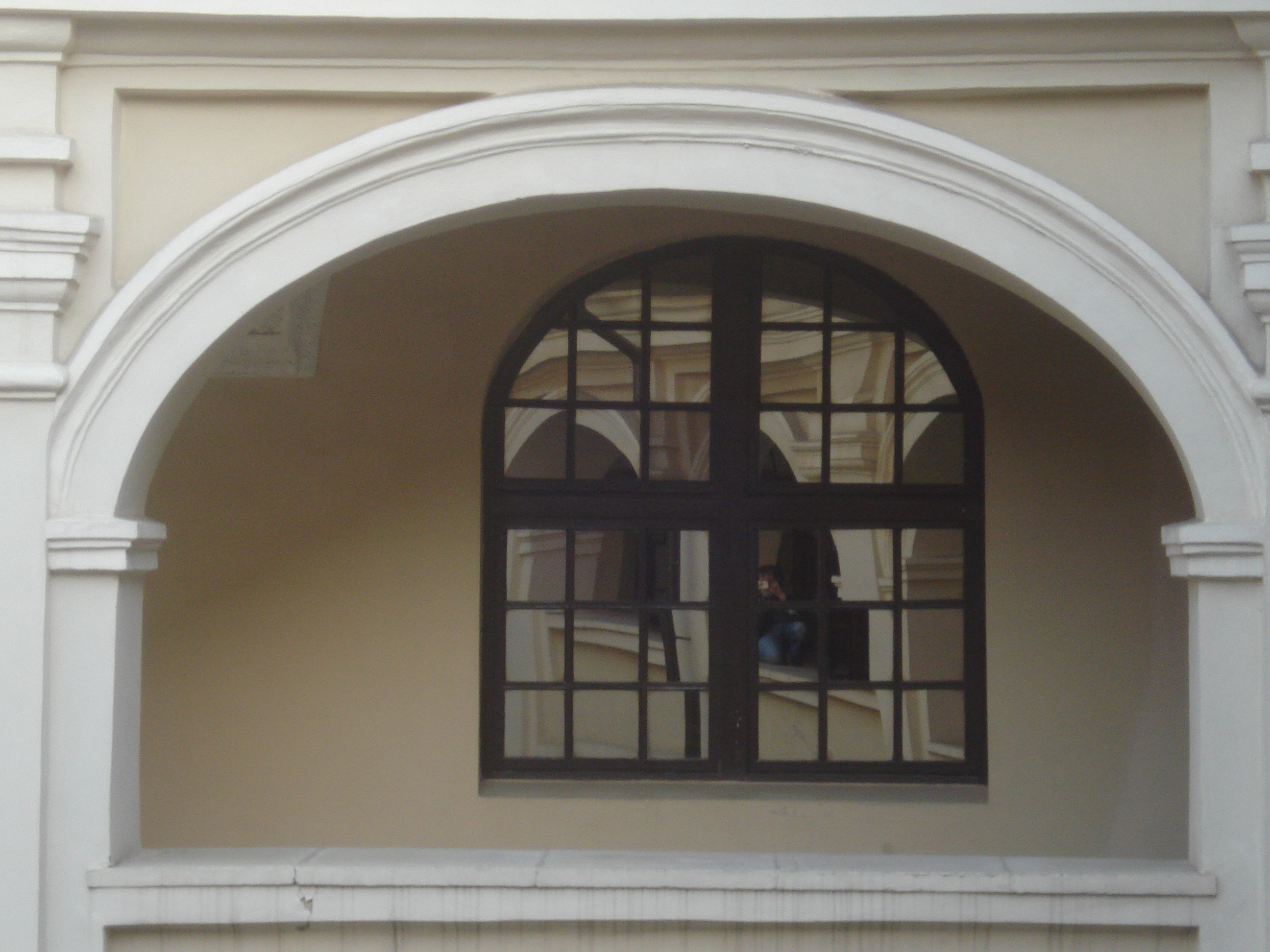
Арка восточной стены

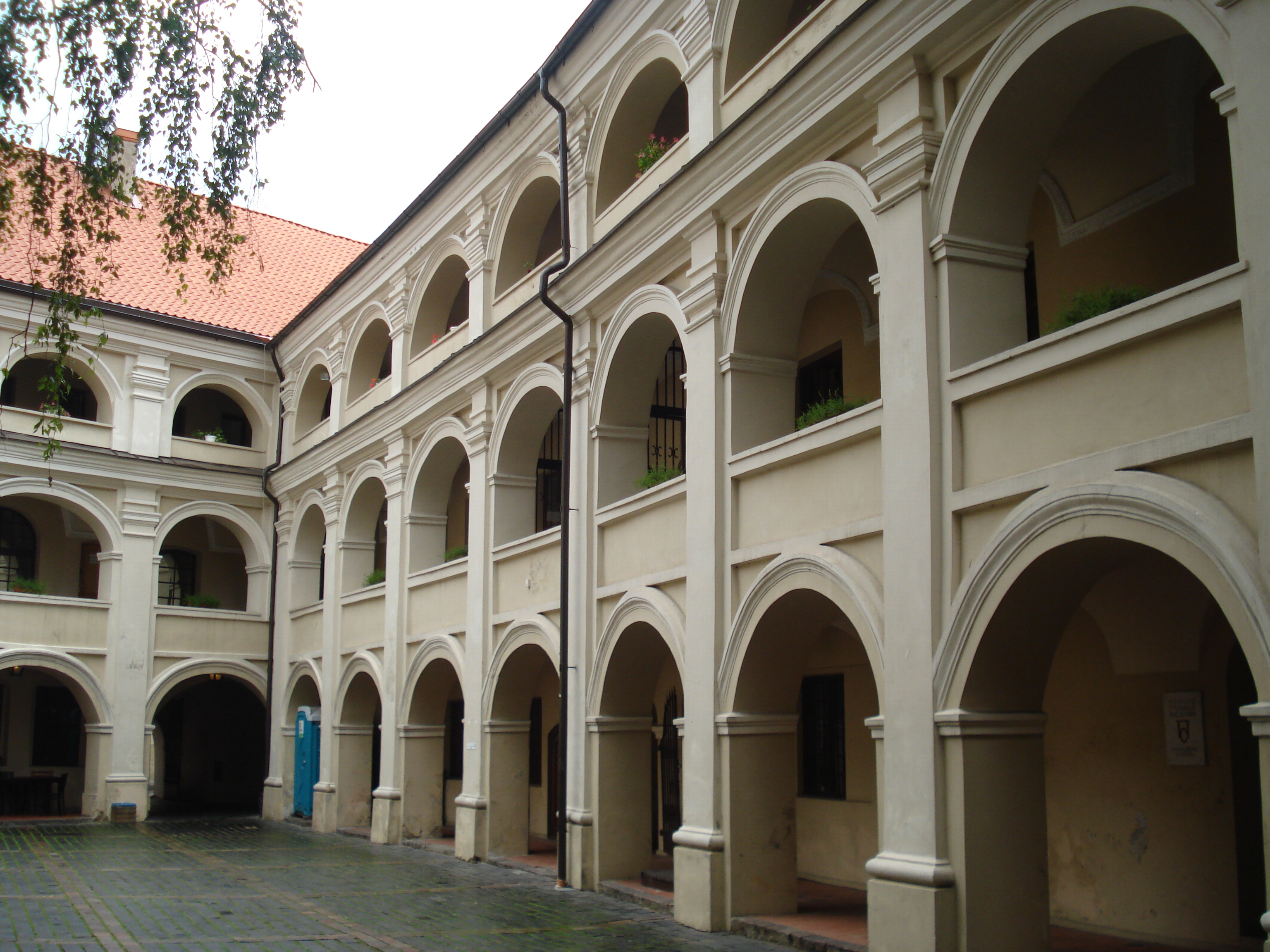
Южная и восточные аркады

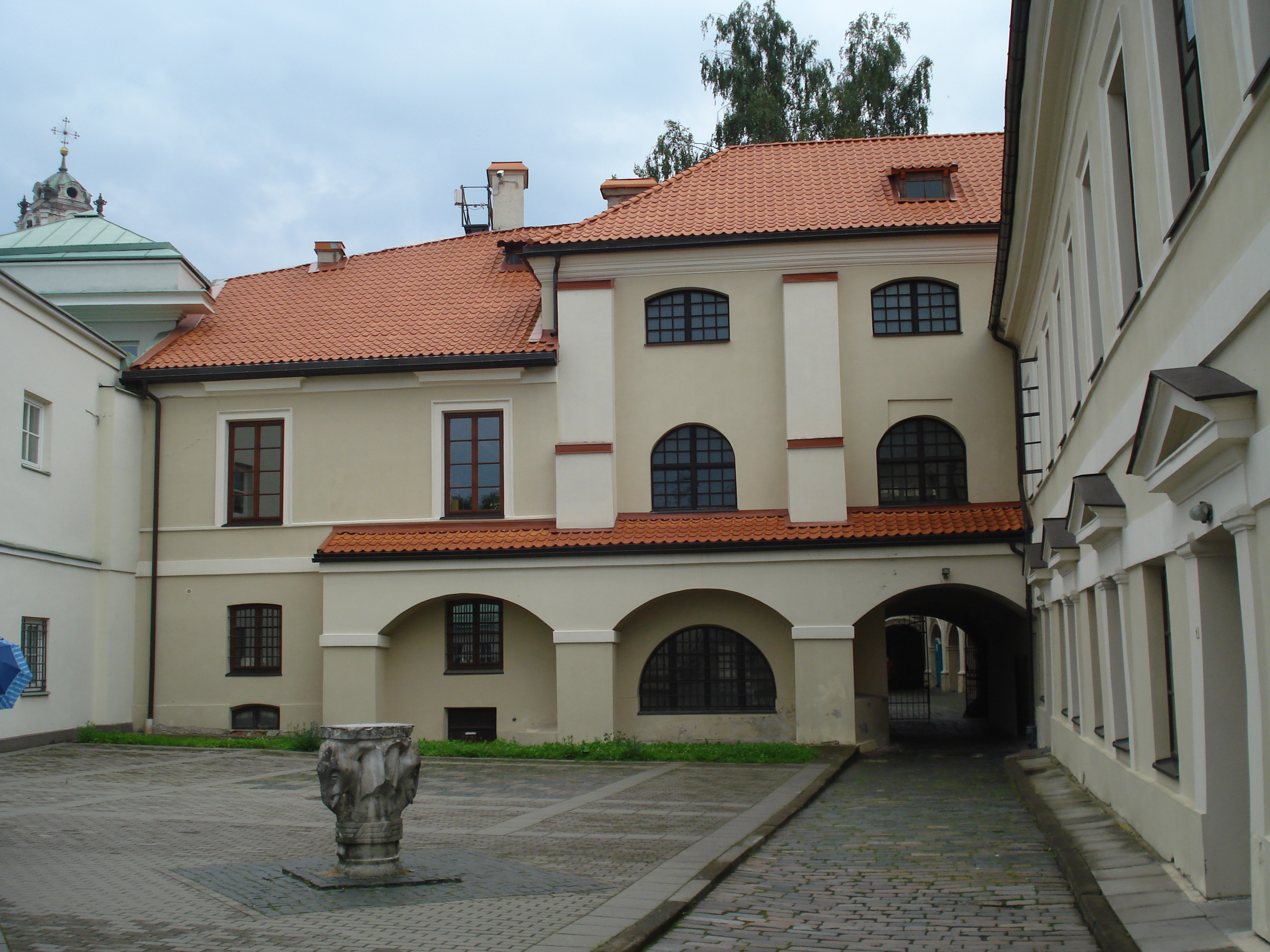
Задний двор за алумнатом

В 1798 году алумнат был упразднён. После этого здание принадлежало Главной виленской школе, впоследствии Виленскому университету. В 1824 году при строительстве генерал-губернаторского дворца был разрушен подсобный корпус во втором дворе. На его месте был построен новый двухэтажный корпус с классицистским декором по проекту, как предполагается, Кароля Подчашинского (1829). После упразднения университета здание было передано виленскому капитулу, который сдавал помещение под жильё частным лицам. Здание продолжало называться алюмнатом или домом поалюмнатским.
В 1984 году по проекту архитектора Эляны Урбонене была проведена реставрация, зданию был отчасти возвращён первоначальный вид: убраны стены замурованных во второй половине XIX века галерей, восстановлено помещение часовни. Первый этаж южной части здания был приспособлен под магазин академической книги, в подсобном корпусе разместился шахматный клуб, часть здания заняли редакция еженедельной газеты Союза писателей Литвы «Литература ир мянас» („Literatūra ir menas“, «Литература и искусство») и кафе «Алумнатас» („Alumnatas“)..

## Современное состояние
Алумнат располагается на западной стороне улицы Университето в сплошном ряду зданий. Структуру его образуют два двора, уходящих вглубь квартала. Четыре трёхэтажных корпуса с галереями создают замкнутый прямоугольный двор характерного для XVII—XVIII веков типа клуатра. Далее в западном направлении находится второй двор, бывший в прошлом хозяйственным, с двухэтажным корпусом в стиле классицизма.
Фасад с прямоугольными окнами без наличников выходит на улицу. Слева располагается вход в магазин научной литературы, преимущественно гуманитарной (Akademinė knyga, располагающегося на части нижнего этажа и подвала. Справа от полукруглой широкой арки, обрамлённой прямоугольным порталом, вход в итальянское кафе Sole Luna.
Ныне в части здания разместились Институт итальянский культуры (Italų Kultūros Institutas Vilniuje, Istituto Italiano di Cultura di Vilnius) и Итальянский институт торговли (Italijos Prekybos Institutas), а также Институт проектирования и реставрирования (Projektavimo ir restauravimo institutas). В летнее время во дворе Алумната работает кафе под открытым небом. От западных ворот в следующий двор открываются виды на восточный фасад Алумната, на парадный двор президентского дворца и университетские здания.